# Europejskie Igrzyska Halowe w Lekkoatletyce 1966 – bieg na 60 m przez płotki mężczyzn
Bieg na 60 metrów przez płotki mężczyzn – jedna z konkurencji biegowych rozgrywanych podczas lekkoatletycznych europejskich igrzysk halowych w hali Westfalenhalle w Dortmundzie. Wszystkie biegi (jak zresztą całe igrzyska) zostały rozegrane 27 marca 1966. Zwyciężył reprezentant Włoch Eddy Ottoz.

## Rezultaty

### Eliminacje
Rozegrano 3 biegi eliminacyjne, do których przystąpiło 13 biegaczy. Awans do półfinału dawało zajęcie jednego z pierwszych dwóch miejsc w swoim biegu (Q). Skład półfinałów uzupełniło sześciu zawodników z najlepszymi czasami wśród przegranych (q).
Opracowano na podstawie materiału źródłowego.
Bieg 1
| Miejsce | Zawodnik            | Czas | Uwagi |
| ------- | ------------------- | ---- | ----- |
| 1       | Mike Parker         | 7,9  | Q     |
| 2       | Giovanni Cornacchia | 7,9  | Q     |
| 3       | Kjellfred Weum      | 7,9  | q     |
| 4       | Fiorenzo Marchesi   | 8,2  | q     |

Bieg 2
| Miejsce | Zawodnik      | Czas | Uwagi |
| ------- | ------------- | ---- | ----- |
| 1       | Eddy Ottoz    | 7,8  | Q,    |
| 2       | Hinrich John  | 7,9  | Q     |
| 3       | Çetin Şahiner | 8,2  | Q     |
| 4       | Luc Legros    | 8,4  |       |

Bieg 3
| Miejsce | Zawodnik               | Czas | Uwagi |
| ------- | ---------------------- | ---- | ----- |
| 1       | Wiaczesław Skomorochow | 8,0  | Q     |
| 2       | Milan Čečman           | 8,1  | Q     |
| 3       | Milad Petrušić         | 8,2  | q     |
| 4       | Sture Fröberg          | 8,2  | q     |
| 5       | Hans Nerlich           | 8,3  | q     |

### Półfinały
Rozegrano 2 biegi półfinałowe, w których wystartowało 12 biegaczy. Awans do finału dawało zajęcie jednego z dwóch pierwszych miejsc w swoim biegu (Q). Skład półfinałów miało uzupełnić dwóch zawodników z najlepszymi czasami wśród przegranych (q). W biegach półfinałowych nie wystąpiło dwóch zawodników włoskich – Giovanni Cornacchia i Eddy Ottoz. Po proteście jury zdecydowało się rozegrać kolejne biegi półfinałowe, w których wzięło udział sześciu zawodników, którzy zajęli premiowane awansem miejsca w swych biegach półfinałowych oraz obaj Włosi. Po trzech pierwszych zawodników z tych biegów awansowało do finału.
Opracowano na podstawie materiału źródłowego.
Bieg 1
| Miejsce | Zawodnik       | Czas | Uwagi |
| ------- | -------------- | ---- | ----- |
| 1       | Hinrich John   | 7,9  | Q     |
| 2       | Mike Parker    | 7,9  | Q     |
| 3       | Sture Fröberg  | 8,0  | q     |
| 4       | Milad Petrušić | 8,0  | q     |
| 5       | Çetin Şahiner  | 8,1  |       |
| –       | Eddy Ottoz     | DNS  |       |

Bieg 2
| Miejsce | Zawodnik               | Czas | Uwagi |
| ------- | ---------------------- | ---- | ----- |
| 1       | Wiaczesław Skomorochow | 7,9  | Q     |
| 2       | Milan Čečman           | 8,0  | Q     |
| 3       | Hans Nerlich           | 8,1  |       |
| 4       | Fiorenzo Marchesi      | 8,2  |       |
| 5       | Kjellfred Weum         | 12,0 |       |
| –       | Giovanni Cornacchia    | DNS  |       |

Dodatkowy bieg 1
| Miejsce | Zawodnik               | Czas | Uwagi |
| ------- | ---------------------- | ---- | ----- |
| 1       | Eddy Ottoz             | 7,7  | Q,    |
| 2       | Wiaczesław Skomorochow | 7,9  | Q     |
| 3       | Milan Čečman           | 8,1  | Q     |
| 4       | Milad Petrušić         | 8,2  |       |

Dodatkowy bieg 2
| Miejsce | Zawodnik            | Czas | Uwagi |
| ------- | ------------------- | ---- | ----- |
| 1       | Giovanni Cornacchia | 7,9  | Q     |
| 2       | Hinrich John        | 7,9  | Q     |
| 3       | Mike Parker         | 8,0  | Q     |
| 4       | Sture Fröberg       | 8,2  |       |

### Finał
Opracowano na podstawie materiału źródłowego.
| Miejsce | Zawodnik               | Czas | Uwagi |
| ------- | ---------------------- | ---- | ----- |
| 1       | Eddy Ottoz             | 7,7  | =     |
| 2       | Mike Parker            | 7,8  |       |
| 3       | Hinrich John           | 7,9  |       |
| 4       | Wiaczesław Skomorochow | 7,9  |       |
| 5       | Giovanni Cornacchia    | 7,9  |       |
| 6       | Milan Čečman           | 8,0  |       |